# Ріно Мартіні
Вітторе «Ріно» Мартіні (італ. Vittore "Rino" Martini; 22 квітня 1912, Ро — 17 січня 1993, Мілан) — італійський футболіст, що грав на позиції воротаря. По завершенні ігрової кар'єри — тренер.

## Ігрова кар'єра
У дорослому футболі дебютував 1931 року виступами за команду «Тернана», в якій провів один сезон. Згодом грав за «Ювентус» (Трапані) та «Катандзарезе», після чого 1936 року приєднався до «Мілана», у складі якого потягом трьох сезонів був резервним воротарем.
Надалі грав за «Тернану», «Савону», «Лігурію» та «Леньяно», а завершував ігрову кар'єру у повоєнні роки виступами за «Марсалу».

## Кар'єра тренера
Розпочав тренерську кар'єру невдовзі по завершенні кар'єри гравця, 1949 року, очоливши на сезон тренерський штаб португальського «Белененсеша». Згодом у 1955—1956 роках тренував іншу португальську команду, «Віторію» (Сетубал).
Наприкінці 1950-х працював у Греції, де тренував національну збірну країни та столичний АЕК.
Пізніше очолював тренерські штаби «Віджевано» та швейцарського «К'яссо».
Помер 17 січня 1993 року на 81-му році життя в Мілані.